# Верхнекизильское
Верхнекизильское — село в Агаповском районе Челябинской области. Входит в состав Приморского сельского поселения.

## География
Расположено в северо-западной части района, на берегу реки Урал, в 4-5 км к северу от места впадения реки Малый Кизил. В 6 км к северо-востоку находится Верхнеуральское водохранилище на реке Урал.
Село связано грунтовыми дорогами с соседними населенными пунктами. Расстояние до районного центра села Агаповка 48 км, до центра сельского поселения посёлка Приморского 4 км.

## История
В 1743 году на месте современного посёлка был создан для охраны границ Верхнекизильский редут Магнитной крепости, около него располагался небольшой гарнизон.
В 1929 году былорганизован колхоз «Красный Урал», который в 1956 году вошел на правах отделения в состав совхоза «Буранный» (ныне АО «Буранное»).
В селе родился Герой Советского Союза, генерал-майор Василий Иванович Кожанов.

## Население
| 1970 | 1995 | 2002 | 2010 |
| ---- | ---- | ---- | ---- |
| 713  | ↘680 | ↗737 | ↘689 |

## Улицы
- Набережная,
- Советская,
- Сталеплавильщиков,
- Школьная.

## Инфраструктура
- Фельдшерско-акушерский пункт,
- основная школа.